# 남서부물밭쥐

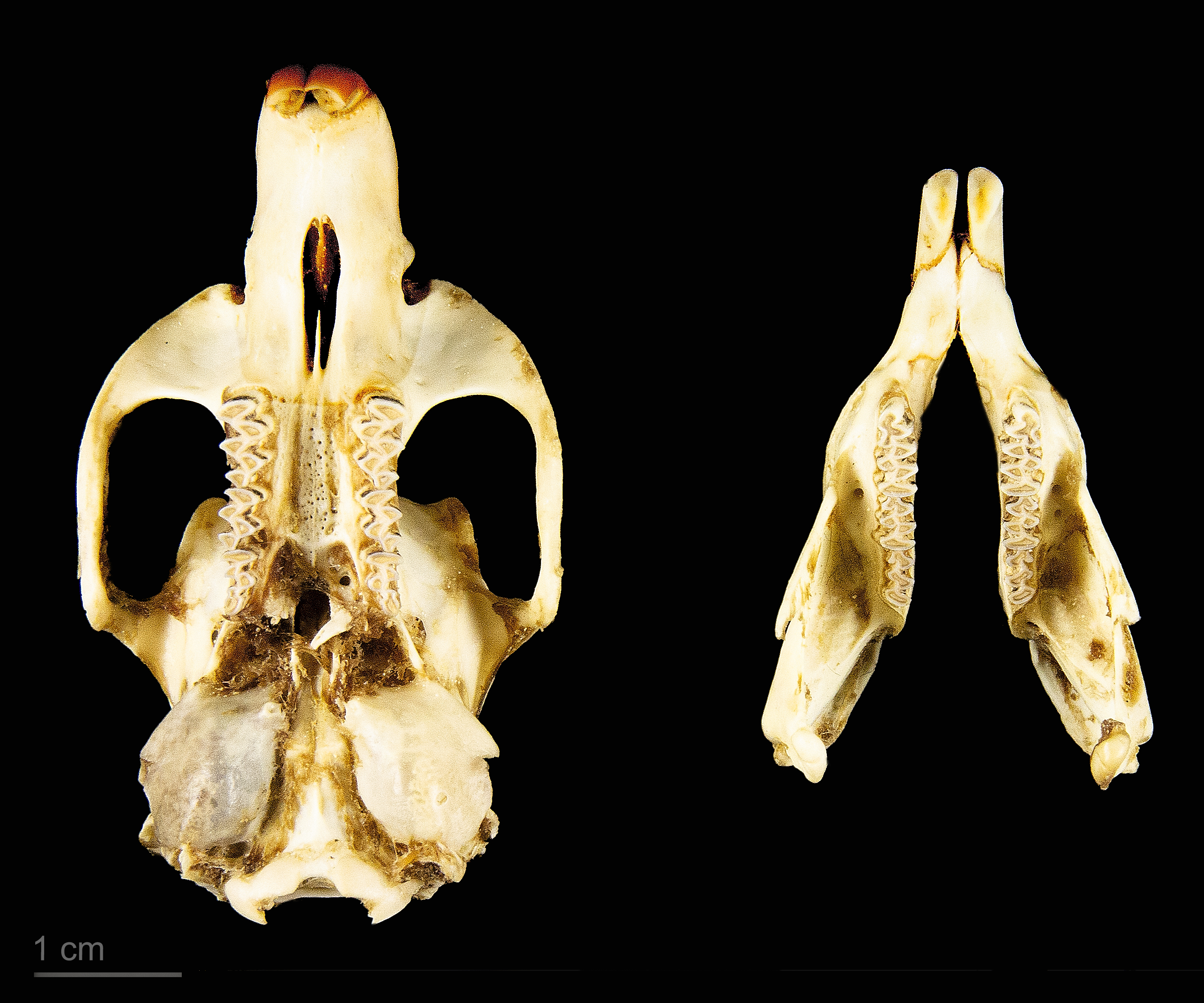
Arvicola sapidus

남서부물밭쥐(Arvicola sapidus)는 프랑스 대부분의 지역과 스페인 남부-서부 지역 그리고 포르투갈에서 발견되는 대형 수륙 양서 밭쥐류의 일종이다. 역사적으로 유라시아물밭쥐와 같은 종으로 간주되었지만, 2005년 무세르(Musser)와 칼레톤(Carleton)은 남서부물밭쥐를 별도의 종으로 동정했다. IUCN 적색 목록은 "취약종"으로 분류하고 있다. 북부물밭쥐와 상당수 같은 이유로 위협을 받고 있으며 현재 국가와 유럽연합 차원에서 종을 보호하기 위한 캠페인을 진행 중이다. 남서부물밭쥐는 파에야라고 불리는 발렌시아 전통 요라의 주 재료 중 하나이다.